# Macropygia
Macropygia là một chi chim trong họ Columbidae.

## Các loài
- Macropygia unchall
- Macropygia amboinensis
- Macropygia phasianella
- Macropygia tenuirostris
- Macropygia emiliana
- Macropygia magna
- Macropygia rufipennis
- Macropygia nigrirostris
- Macropygia mackinlayi
- Macropygia ruficeps

Loài đã tuyệt chủng
- †Macropygia arevarevauupa
- †Macropygia heana